# Нюбру Вікінгс
Нюбру Вікінгс ІФ (швед. Nybro Vikings IF) — шведський хокейний клуб з міста Нюбру, провінція Смоланд. З сезону 2023/24 виступає в Хокей-Аллсвенскан, другому за силою дивізіоні чемпіонату Швеції.

## Історія
Клуб веде свою історію з 1946 року, коли команда ІК Юмер вперше взяла участь у змаганнях з хокею. У 1955 році команда стала хокейною секцією клубу Нюбру ІФ, а в 1998 була виокремлена в самостійний клуб під назвою Нюбру ІФ Хокей. З 2002 року клуб має сучасну назву Нюбру Вікінгс ІФ.
У сезонах 1968/69 та 1969/70 команда виступала у вищому дивізіоні Швеції. З 2002 по 2009 рік грала в Хокей-Аллсвенскан, після чого вибула до третього дивізіону. У 2023 році клуб повернувся до Хокей-Аллсвенскан.

## Арена
Домашні ігри «Нюбру Вікінгс» проводить на місцевій арені «Ліляс Арена» (вміщує 2380 глядачів). Арена була побудована в 1963 році.

## Відомі гравці
- Фредрік Улавссон — володар Кубка Стенлі 2002 року з Детройт Ред Вінгз.
- Б'єрн Юганссон — захисник, який провів понад 100 матчів за збірну Швеції, п'ятиразовий медаліст чемпіонатів світу, учасник Кубка Канади.[3]

До складу клубу в різні роки входили такі гравці:
- Еліас Фельт
- Єспер Єнсен
- Кевен Екфей
- Саша Трей